# Sleumerodendron
Sleumerodendron es un género monotípico de arbusto perteneciente a la familia de las proteáceas. Su única especie: Sleumerodendron austrocaledonicum, es un endemismo de  Nueva Caledonia.

## Taxonomía
Sleumerodendron austrocaledonicum fue descrita por (Brongn. & Gris) Virot y publicado en Flore de la Nouvelle Calédonie et Dépendances 2: 102. 1968.
Sinonimia
- Adenostephanus austrocaledonicus Brongn. & Gris	[2]